# メトロビジネスアソシエ
株式会社メトロビジネスアソシエ（Metro Business Associe co.）は、東京メトログループに属し、東京地下鉄株式会社が全額出資する完全子会社である。東京メトロの経理、人事、情報システムに係わる事務業務を受託している。

## 概要

### 設立
東京メトロ内部で経理、人事、情報システムに係わる事務業務を担っていたシェアードサービスセンターを前身とする。会社は2017年4月5日に設立され、同年5月に東京メトロから業務をそのまま移管する形で受託し、東京メトロのシェアードサービスセンターは廃止された。会社設立にあたっては、シェアードサービスセンターなどに所属していた東京メトロの社員が出向する形で構成されているが、近年は徐々にプロパー社員を増やしている。東京メトログループでは比較的近年に設立された子会社であるが、東京メトロの部署がそのまま子会社化されているので、帝都高速度交通営団や東京メトロの文化を色濃く引き継いでいるのも特徴である。

### 事業内容
人事に関する事務の受託
勤怠入力、給与計算、福利厚生などを担っている。
経理に関する事務の受託
伝票起票業務、決算業務などを担っている。
システムサービスに関する業務の受託
システムの企画、計画、開発、設計、運用、保守業務などを担っている。
その他附帯又は関連する事業